# Leibertingen
Leibertingen là một thị xã nằm ở huyện Sigmaringen, thuộc bang Baden-Württemberg, Đức.